# Parafia św. Bartłomieja w Smolnicy
Parafia św. Bartłomieja w Smolnicy – parafia rzymskokatolicka metropolii katowickiej, diecezji gliwickiej, dekanatu Gliwice-Łabędy (poprzednio, do 25 marca 2019 r. - do dekanatu Gliwice-Ostropa).
Patronem parafii i kościoła filialnego jest św. Bartłomiej.

## Historia
Parafię erygowano w 1943, wyłączając jej terytorium z parafii w Pilchowicach. Po II wojnie światowej w użyciu był zabytkowy drewniany Kościół św. Bartłomieja. Po wybudowaniu nowego osiedla Wilcze Gardło, podjęto budowę o wybudowaniu nowej świątyni. Budowę rozpoczęto w 1973 według projektu architekta inż. Zbigniewa Zawalskiego z Bytomia. Nowy kościół parafialny ukończono w 1979. Kościół jest pod wezwaniem Najświętszej Maryi Panny Królowej. Kościół NMP Królowej konsekrowano 26 sierpnia 1979. Parafia liczy 2120 wiernych (mieszkańców 2360). Posiada własny cmentarz parafialny przy ul. Wiejskiej.